# 赵廷健
赵廷健（？—？），陕西富平人，是一名清朝政治人物。
赵廷健曾于1759年接替杨咏任崇明县知县一职，1765年由张抡甲接任。